# مقاطعة نيس
كونتية نيس (بالفرنسية: Comté de Nice / Pays Niçois)‏, (بالإيطالية: Contea di Nizza/Paese Nizzardo)‏، هي منطقة تاريخية في فرنسا، تقع في الجنوب الشرقي، محيطة بمدينة نيس، وتعادل مساحتها تقريبا حاليا مساحة إقليم الألب البحرية.